# Wendy Lower

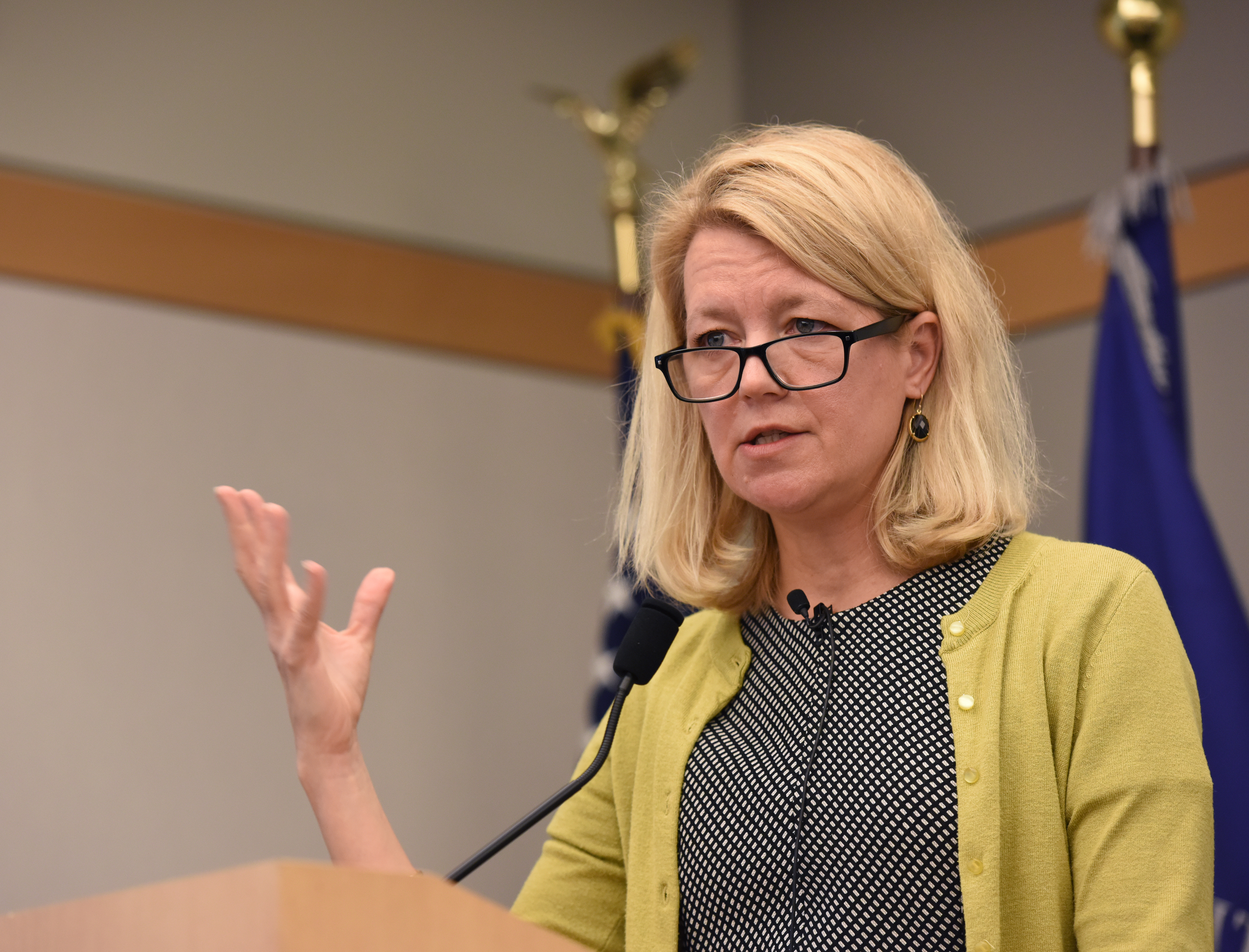
Wendy Lower (2017)

Wendy Lower, född 1965, är en amerikansk förintelsehistoriker, knuten till United States Holocaust Memorial Museum. Lower är sedan år 2012 John K. Roth Professor of History vid Claremont McKenna College. Hon är även föreläsare och forskare vid Ludwig-Maximilian-universitet i München.